# Петритоли
Петрѝтоли (на италиански: Petritoli) е село и община в Централна Италия, провинция Фермо, регион Марке. Разположено е на 358 m надморска височина. Населението на общината е 2479 души (към 2011 г.).
До 2004 г. общината е част от провинция Асколи Пичено, когато участва в новата провинция Фермо.